# 伦纳德·卡彭特
伦纳德·卡彭特（英語：Leonard Carpenter，1902年7月28日—1994年5月15日），美国男子赛艇运动员。他曾代表美国参加1924年夏季奥林匹克运动会赛艇比赛，获得男子八人单桨有舵手金牌。